# Return Merchandise Authorization
La Return Merchandise Authorization detta anche RMA, è un'autorizzazione comunicata dall'azienda preposta alla riparazione o sostituzione di un prodotto elettronico in periodo di garanzia. In Italia la garanzia generalmente ha una durata di 24 mesi dalla data d'acquisto. Viene comunicata direttamente al rivenditore o al cliente, che precedentemente hanno richiesto l'assistenza alla riparazione o eventuale sostituzione del prodotto tramite compilazione di moduli, telefonicamente o via posta elettronica. Generalmente in assenza dello scontrino fiscale o fattura o altro documento che attesti la data di acquisto, può non essere accettata la richiesta di assistenza.
Generalmente viene associato per ogni pratica RMA un codice univoco.